# بهداشت و ایمنی اجرایی
اداره بهداشت و ایمنی (به انگلیسی: HSE) نهاد عمومی بریتانیایی است که مسئول تشویق، تنظیم و اجرای ایمنی و بهداشت حرفه ای و رفاه در محل کار است. علاوه بر این وظیفه، این نهاد نقش تحقیقاتی در مورد خطرات شغلی در بریتانیا را نیز برعهده دارد. اداره بهداشت و ایمنی، نهادی عمومی است و مقر آن در بوتل، انگلستان است. در ایرلند شمالی، این وظایف بر عهده اداره بهداشت و ایمنی ایرلند شمالی است.

این نهاد در سال ۱۹۷۴ ایجاد شد، و از آن زمان تاکنون نهادهای نظارتی قبلی مانند بازرسی کارخانه و بازرسی راه‌آهن را تحت نظارت خود گرفته است. بررسی حوادث صنعتی کوچک و بزرگ، از جمله حوادث بزرگ مانند انفجار و آتش‌سوزی در بانس فیلد در سال ۲۰۰۵ به عنوان بخشی از وظایف نظارتی اداره بهداشت و ایمنی است.

## ارتباط با ایزو
حرکت به سوی یکپارچه‌سازی نظام‌های مدیریتی باعث به وجود آمدن مجموعه استانداردهای ISO گردید. پس از موفقیت مجموعه 9000 ISO سازمان جهانی استانداردسازی بر آن شد تا در زمینه محیط زیست و ایمنی نیز استانداردی تهیه نماید.
سیستم مدیریت ایمنی و بهداشت کار بر اساس استاندارد ISO45001:2018 با رویکرد ایمنی و بهداشت حرفه ای در جهت بهبود شرایط کارگاه محل‌های کاری و پیشگیری از بیماری‌های شغلی و حوادث ایجاد شده است. همچنین سیستم مدیریت زیست‌محیطی بر اساس استاندارد ISO14001:2015 با رویکرد محیط زیست، سعی در حفظ و جلوگیری از آسیب به محیط زیست دارد. هر دو این استانداردها در بسیاری از سازمان‌های ایرانی پیاده‌سازی و مستقر شده‌اند و با اجرای این دو استاندارد، می‌توان مسائل HSE یک سازمان را مدیریت و به سوی بهبود مستمر هدایت نمود.

طرح‌ریزی و داشتن برنامه‌ای مشخص و از پیش تدوین‌شده از شرط‌های ISO می‌باشد و مدیریت OHS یا HSE را در شناسایی راه درست یاری می‌نماید. داشتن خط مشی ایمنی و بهداشت حرفه ای برای یک مجموعه افق‌های دید را روشن می‌نماید و استقرار چرخه PDCA (طرح‌ریزی - انجام - بررسی - اقدام و بازنگری) باعث پویایی مجموعه و بهبود مستمر خواهد شد.
شناخت جنبه‌های مختلف کار از نظر سیستم‌های مدیریتی ایمنی و بهداشت حرفه ای و حرکت به سوی بهبود مستمر از اهداف استاندارد کردن روش‌های اجرایی است.
بعد از شناخت مجموعه و بررسی تحلیلی وضعیت موجود، مدیریت باید سرسپردگی و تعهد خود را اثبات نماید و این اولین گام در استقرار سیستم است؛ که به وجود آورنده خط مشی مجموعه است؛ و افق دید را مشخص می‌نماید.
در مرحله طرح‌ریزی و مدون کردن فرایندها باید دقت شود و شاخص‌ها که از مهم‌ترین فرایندها است به خوبی تشخیص داده شود که معیار درستی برای ارزیابی درست فرایند به وجود آورد.

## سازمان‌های مشابه با HSE
1. اداره ایمنی و بهداشت حرفه ای آمریکا(به اختصار: OSHA): این اداره یکی از مجموعه‌های سازمان کار آمریکا می‌باشد که رسالت و حیطه کاری آن عبارتست از اطمینان از ایمن و بهداشتی بودن شرایط کاری برای کار مردان و زنان با تنظیم و اجرای استانداردها و با ارائه آموزش، اطلاع‌رسانی، آموزش و پرورش. این سازمان قدرت اجرایی و قانونی دارد.
2. انجمن بهداشت صنعتی یا بهداشت حرفه ای آمریکا (به اختصار: AIHA): این سازمان یکی از بزرگ‌ترین انجمن‌های بین‌المللی در خدمت نیازهای متخصصان بهداشت حرفه‌ای و ایمنی است.
3. مؤسسه ملی ایمنی و بهداشت حرفه ای (آمریکا):(به اختصار NIOSH): مسئول انجام تحقیقات و ساخت توصیه‌هایی برای پیشگیری از آسیب‌های شغلی است. رسالت NIOSH تولید دانش جدید در زمینه ایمنی و بهداشت حرفه‌ای و انتقال این دانش برای بهبود عملکرد کارگران است.
4. سازمان  محافظت در برابر آتش آمریکا :(به اختصار NFPA: رسالت این نهاد کاهش حوادث ناشی از آتش و خطرات آن در کیفیت زندگی در سراسر جهان، با ارائه استانداردها، تحقیقات، آموزش و آموزش و پرورش است.